# Anna (bibelsk person)
 For alternative betydninger, se Anna. (Se også artikler, som begynder med Anna)
Anna (hebraisk: חַנָּה, oldgræsk: Ἄννα), også kaldet profetinden Anna, er en bibelsk kvinde omtalt i Lukasevangeliet i Det Nye Testamente. Ifølge evangeliet var hun en ældre jødisk kvinde, som profeterede om Jesus i templet i Jerusalem. Hun optræder i kapitel 2 i Lukasevangeliet i forbindelse med, at Jesus blev fremstillet for Herren i templet.

## Det Nye Testamente
| Citat         | Der var også en profetinde ved navn Anna, en datter af Fanuel, af Ashers stamme. Hun var højt oppe i årene; som ung jomfru var hun blevet gift og havde levet syv år med sin mand, og hun var nu en enke på fireogfirs. Hun forlod aldrig templet, men tjente Gud nat og dag med faste og bøn. Hun trådte frem i samme stund, priste Gud og talte om barnet til alle, der ventede Jerusalems forløsning. | Citat |
| Luk., 2:36-38 | |       |

Ud fra disse tre vers ved man altså følgende: Anna var profetinde, hun var datter af Fanuel og tilhørte Ashers stamme. Hun var 84 år og enke efter at have været gift i syv år med en mand (hvis navn ikke er kendt), og hun var en troende jøde, der praktiserede både faste og bøn.

## Tradition
I den romersk-katolske og den græsk-ortodokse kirke æres hun som helgen under navnet "profetinden Anna". Den ortodokse kirke betragter hende og Simeon som de sidste profeter i Det Gamle Testamente og mindes hende 3./16. februar som syntaxis (efterfest) efter fremstillingen af Jesus i templet. I den romersk-katolske kirkes byzantinske tradition mindes Anna og Simeon 3. februar.
Med syv års ægteskab og en alder på syv gange tolv år karakteriseres hun med symbolske tal. Anna er den eneste kvinde i Det Nye Testamente, som kaldes profetinde.
Anna er nogle gange beskrevet som jomfru Marias mor, men Marias forældre er ikke omtalt i Bibelen. Denne status stammer fra legendemateriale i form af den apokryfe Jakobs Forevangelium. Den Anna, der her optræder som Marias mor, låner træk fra skikkelser i Det Gamle Testamente som Sara, Abrahams hustru, Hanna, mor til Samuel fra Første Samuelsbog samt Samsons mor.